# Mercato regolamentato
I mercati regolamentati, in economia ed in particolare nella finanza sono mercati finanziari caratterizzati dalla presenza di una disciplina sull'organizzazione di mercato, cioè dell'operatività, i requisiti per la quotazione, i requisiti per diventare intermediari, le regole di negoziazione.

## Caratteristiche
I mercati regolamentati (al contrario dei mercati over the counter) sono soggetti a particolari e tassative regole - ad esempio può esistere l'obbligo di concentrazione degli scambi in Borsa, cioè l'intermediario deve portare tutte le proposte di acquisto e vendita di azioni sul mercato, per garantire la massima rappresentatività del valore attribuito a ogni titolo. Lo stesso principio di "massima rappresentatività del valore dei titoli" richiede un mercato unico, ovvero che uno stesso strumento finanziario non possa essere comprato o venduto in due Borse differenti, e che invece si concentri l'incontro dell'intera domanda e dell'intera offerta in un'unica piazza (lo stesso titolo scambiato in un secondo mercato avrebbe facilmente un prezzo diverso, creando opportunità di arbitraggio, anche della durata di frazioni di secondo High frequency trading). Ancora, si possono determinare differenze di prezzo per uno stesso titolo (indipendentemente dalla sua natura) e opportunità di arbitraggio in disponibilità di mercati chiusi (piuttosto che aperti): un operatore che acceda a un mercato chiuso riservato a investitori istituzionali e altri soggetti con grande liquidità può trovare un titolo scambiato in grandi volumi e a prezzi minori.

## Nel mondo

### Italia
Il regolamento è approvato da un'autorità di controllo, la Consob. Tale regolamento viene steso dall'assemblea dei soci della società che gestisce il mercato e la Consob verifica che le regole non danneggino l'interesse comune.
La direttiva MiFID (recepita in Italia nel 2007) ha abolito la legge di concentrazione, che obbligava gli intermediari all'esecuzione nei mercati regolamentati degli ordini dei clienti aventi ad oggetto azioni quotate.